# Henria
Henria is een muggengeslacht uit de familie van de galmuggen (Cecidomyiidae).

## Soorten
- H. hylecoites (Pritchard, 1960)
- H. psalliotae Wyatt, 1959
- H. quercivora (Felt, 1912)